# KamAZ-63501
Der KamAZ-63501 (russisch КамАЗ-63501), auch als „Mustang“ (russisch Мустанг) bezeichnet, ist ein schwerer allradgetriebener Lastwagen aus der Produktion des KAMAZ-Werks in Nabereschnyje Tschelny. Das Fahrzeug wird seit 2004 gebaut und ist auch für militärische Anwendungen konzipiert. Der Lastwagen ist eine Version des KamAZ-6350 mit vergrößerter Nutzlast.
Neben dem KamAZ-63501 mit vier Achsen existieren in der zweiten Generation der Fahrzeugfamilie auch der KamAZ-53501 mit drei und der KamAZ-43501 mit zwei Achsen.

## Fahrzeugbeschreibung

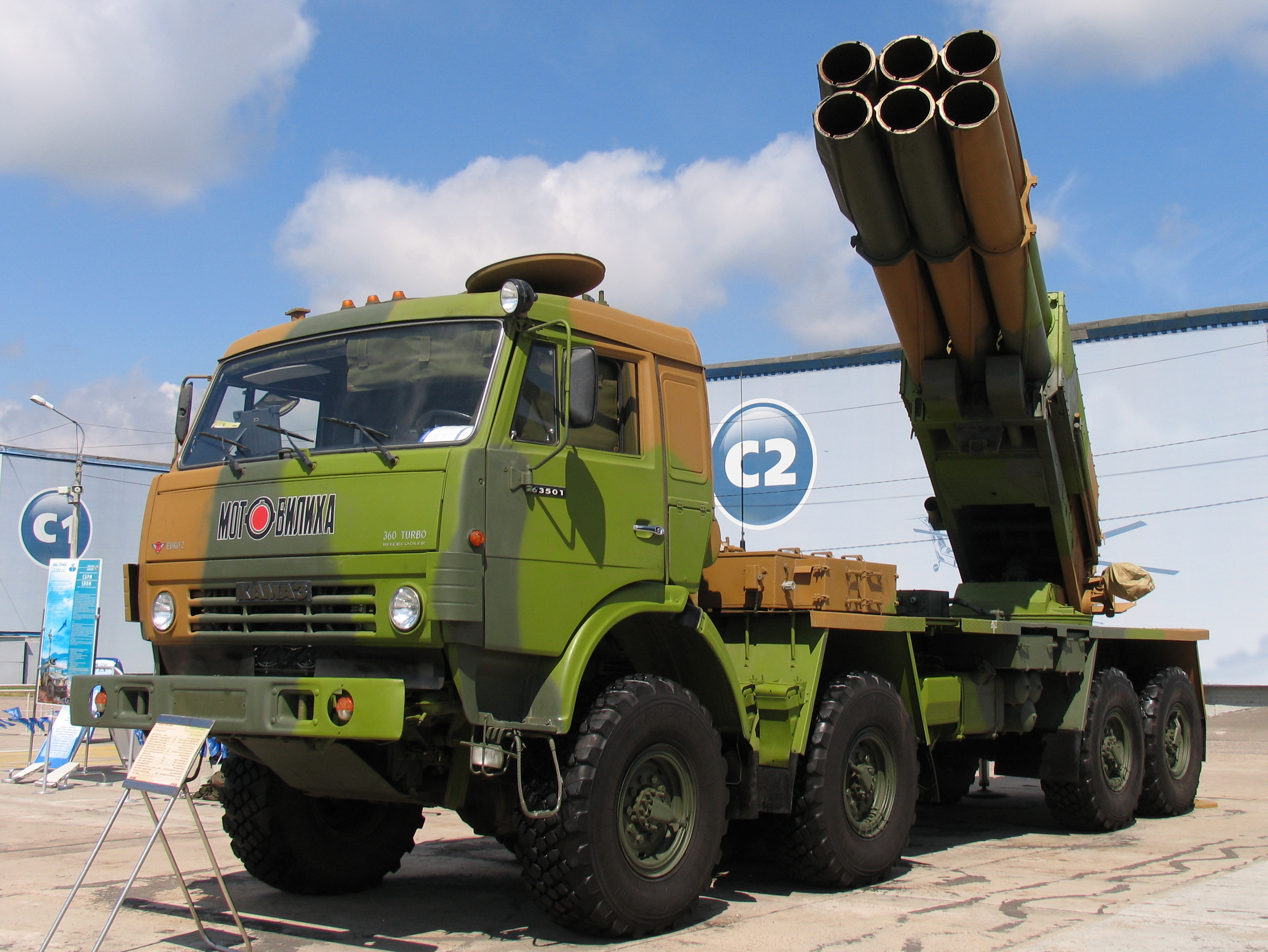
Ein KamAZ-63501 mit schwerem Raketenwerfer vom Typ BM-30 für die Armee (2012)

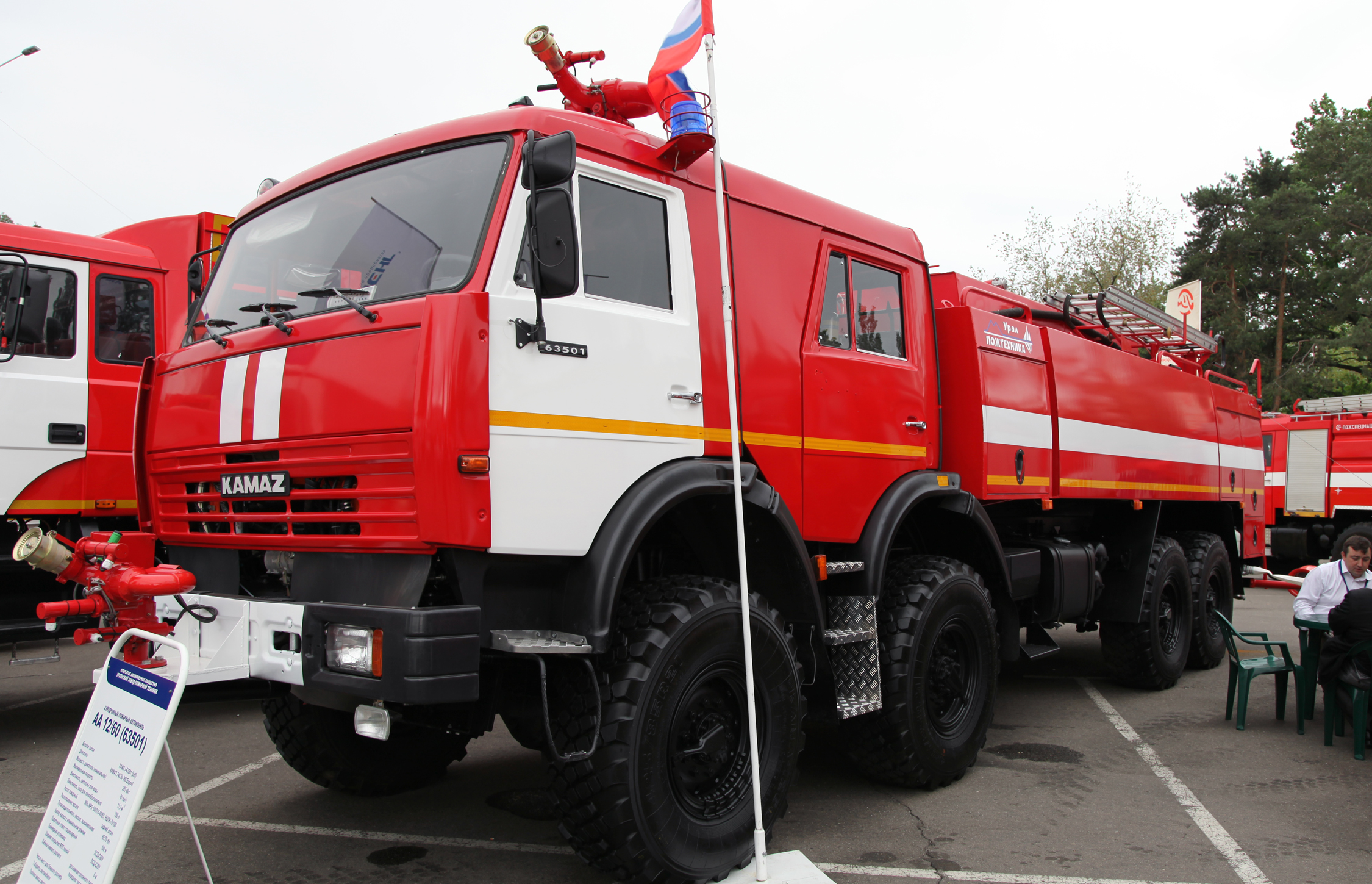
Feuerlöschfahrzeug AA 12/60(63501) auf Basis eines KamAZ-63501, konzipiert für Flughäfen (2012)

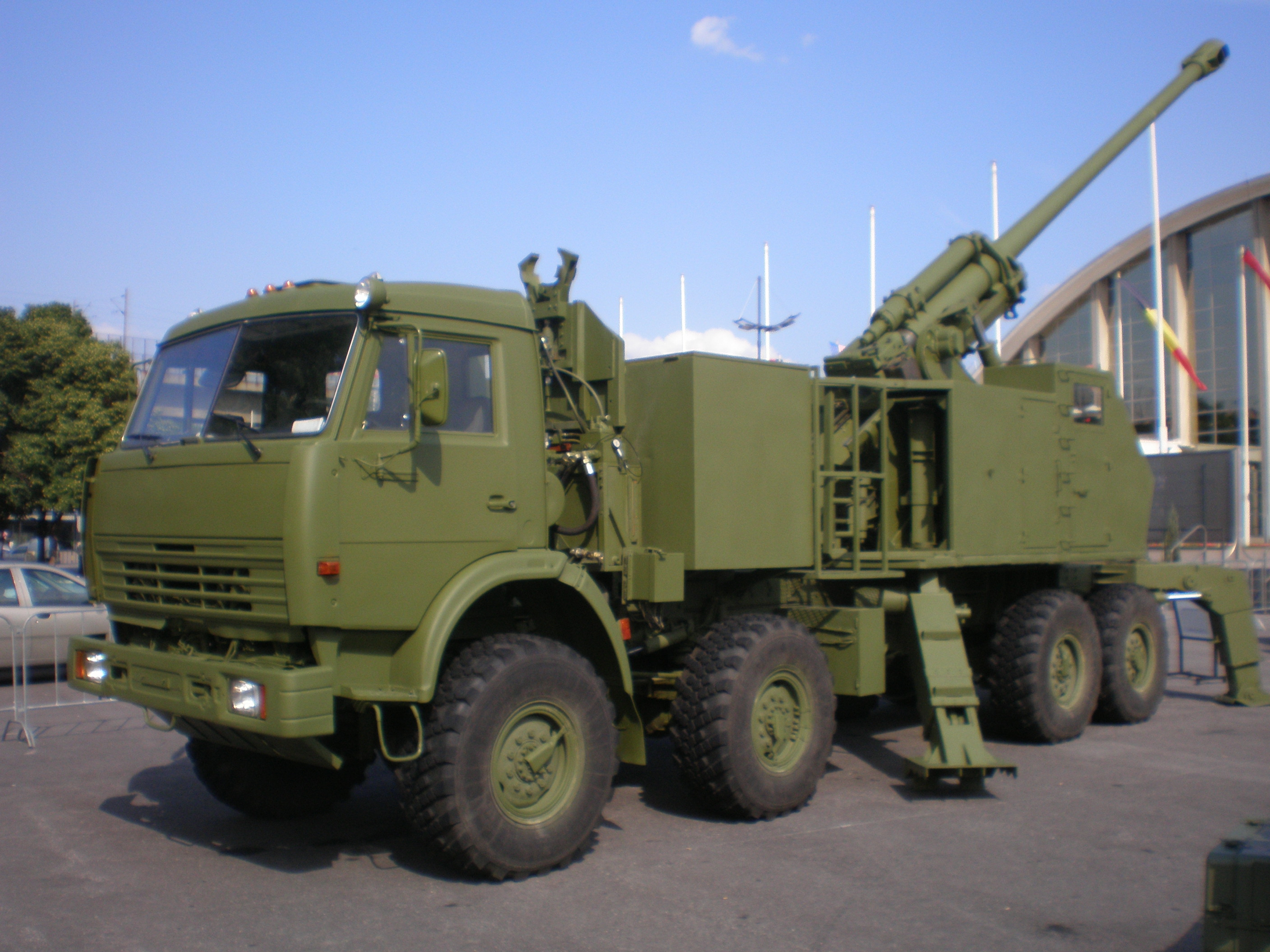
Haubitze vom Typ Nora B-52 auf einem KamAZ-63501 (2009)

Im Jahr 2004 erhöhte KAMAZ die Nutzlast des KamAZ-6350. Der so entstandene KamAZ-63501 ist in der Lage, auch in schwerem Gelände bis zu 14 Tonnen Ladung zu transportieren. Wie auch sein Vorgänger wurde das Fahrzeug insbesondere für die russischen Streitkräfte entwickelt. Mit Stand 2011 hatten diese über 200 Lastwagen vom Typ KamAZ-63501 in ihrem Bestand.
Bereits 2005 brachte KAMAZ mit dem KamAZ-6560 ein noch schwereres Fahrzeug gleicher Bauart auf den Markt. 2006 wurde unter dem Namen „Medwed“ (russisch „Медведь“, deutsch Bär) eine Artilleriezugmaschine auf den Markt gebracht, die auf dem KamAZ-63501 basiert. Das Fahrzeug hat nur eine kurze Ladefläche, zwischen dieser und dem Fahrerhaus ist eine Kabine zum Personentransport angeordnet. Auch Haubitzen werden auf das Fahrgestell montiert. Neben militärischen Aufbauten wurden auch diverse zivile Fahrzeuge gefertigt. Darunter eine Anzahl Feuerwehrfahrzeuge, insbesondere zur Brandbekämpfung auf Flughäfen, sowie zwei geländegängige Mobilkrane (Typen KS-55729-5W und KS-55729-7M).
Im KamAZ-63501 wird ein großvolumiger V8-Dieselmotor aus eigener Produktion des KAMAZ-Werks verbaut. Das Triebwerk mit knapp zwölf Litern Hubraum leistet 360 PS (265 kW). Dagegen wird das Getriebe vom deutschen Unternehmen ZF Friedrichshafen zugeliefert.

## Militärischer Einsatz
Das Fahrzeug wird von Russland im Russisch-Ukrainischen Krieg eingesetzt. Laut dem Oryx-Blog ging mit Stand Dezember 2024 mindestens ein Fahrzeug verloren.

## Technische Daten

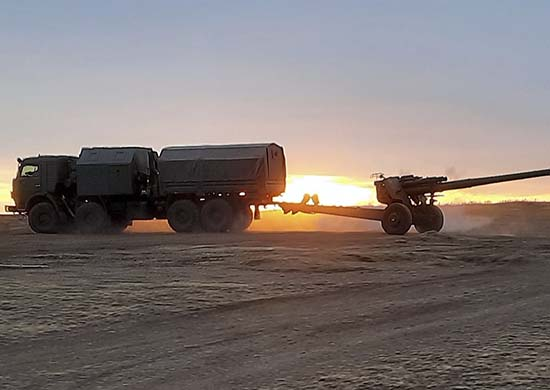
Vierachsiger Artillerieschlepper "Bär"

Die hier aufgeführten Daten gelten für Fahrzeuge vom Typ KamAZ-63501, wie sie Mitte 2016 vom Hersteller angeboten werden. Über die Bauzeit hinweg und aufgrund verschiedener Modifikationen an den Fahrzeugen können einzelne Werte leicht schwanken.
- Motor: Viertakt-V8-Dieselmotor
- Motortyp: KamAZ-740.602-360
- Leistung: 360 PS (265 kW)
- maximales Drehmoment: 1570 Nm
- Hubraum: 11,76 l
- Hub: 130 mm
- Bohrung: 120 mm
- Verdichtung: 17,9:1
- Abgasnorm: EURO 4
- Tankinhalt: 2 × 210 l
- Getriebetyp: ZF 16 S1820
- Getriebe: manuelles Achtgang-Schaltgetriebe mit Geländeuntersetzung
- Höchstgeschwindigkeit: 90 km/h
- Antriebsformel: 8×8
- Bordspannung: 24 V
- Lichtmaschine: 28 V, 3000 W
- Batterie: 2 × 190 Ah, 12 V, in Reihe verschaltet

Abmessungen und Gewichte
- Länge: 9610 mm
- Breite: 2550 mm
- Höhe: 3230 mm
- Radstand: 1950 + 3340 + 1320 mm
- Abmessungen der Ladefläche (L × B × H): 6120 × 2470 × 730 mm
- Bodenfreiheit: 385 mm
- Wendekreis: 32 m
- Leergewicht: 12.600 kg
- Zuladung: 14.000 kg
- zulässiges Gesamtgewicht: 26.750 kg
- zulässige Anhängelast: 11.000 kg
- zulässiges Gesamtgewicht des Zuges: 37.750 kg
- maximal befahrbare Steigung: 31°